# Barrio de San Luis (Almería)
El Barrio de San Luis conocido también como San Luis- La Loma es un barrio de la ciudad de Almería. Está situado en la parte este de la ciudad, limitando con la carretera de Ronda al oeste, carretera de Níjar al sur, Calle Grecia y Francia al este y calle Fresador al norte.

## Historia
Sus orígenes fueron cortijadas y pequeñas viviendas que estaban situadas entre pequeñas huertas. Comenzó a desarrollarse a finales de los años 60 en su parte norte, cuando comenzaron a construirse bloques de edificios, actividad que continuó en los años 70. En la década de los 80 muchas familias comenzaron a ocupar el nuevo barrio, que con la ampliación de la Avenida del Mediterráneo tuvo una radical transformación. Se construyeron hoteles, el Centro Comercial Mediterráneo y numerosas zonas verdes y juegos infantiles, atrayendo a familias jóvenes. Además, en 2007 se trasladó el mercadillo de la Avenida del Mediterráneo junto a la Bola Azul los lunes, aumentando la actividad hostelera al sur del barrio. Actualmente es un barrio con numerosos servicios y establecimientos de todo tipo.

## Equipamientos públicos
El barrio dispone de una serie de equipamientos públicos:
- Centro Periférico de especialidades Bola Azul.
- Centro de Salud Virgen del Mar.
- Pista Polideportiva de San Luis.
- Centro Social de San Luis.
- Parque de Bomberos.
- Colegio Diocesano.
- Complejo Municipal "Tito Pedro".
- Oficina de extranjería.

## Lugares de interés
- Plaza de la Libertad. Construida en 1987, tiene una serie de peculiaridades tales como unas capotas sobre los bancos de la plaza, así como un kiosco de música forjado en hierro.[2][4]
- Seminario Diocesano. Inaugurado en 1953.[5]

## Transporte
|                                                                                      | Surbus Ir a la base de datos        | Surbus Ir a la base de datos | Surbus Ir a la base de datos | Surbus Ir a la base de datos | Surbus Ir a la base de datos |
| Línea                                                                                | Trayecto                            | Horario 1 Laborables         | Horario 2 Sábados            | Horario 3 Festivos           | Frecuencia 1/2/3             |
| ------------------------------------------------------------------------------------ | ----------------------------------- | ---------------------------- | ---------------------------- | ---------------------------- | ---------------------------- |
|                                                                                      | Centro-Torrecárdenas                | 6:35 a 22:40                 | 6:35 a 22:45                 | 6:35 a 22:45                 | 15´/25´/ 30´                 |
|                                                                                      | Torrecárdenas-La Goleta-Universidad | 7:30 a 16:04                 | (sin servicio)               | (sin servicio)               | 1h 10 min                    |
|                                                                                      | Rambla-Villablanca-CC Torrecárdenas | 6:50 a 22:40                 | 6:50 a 22:40                 | 7:05 a 22:20                 | 15´/15´/ 25´                 |
|                                                                                      | Los Molinos-CC Torrecárdenas        | 7:00 a 22:25                 | 7:00 a 22:25                 | (sin servicio)               | 60´/60´/ SS                  |
|                                                                                      | Zapillo-Universidad-Nueva Almería   | 7:05 a 22:40                 | 7:15 a 22:20                 | 7:50 a 21:35                 | 20´/30´/ 30´                 |
|                                                                                      | Nueva Andalucía-Universidad-Zapillo | 6:25 a 22:10                 | 6:35 a 22:30                 | 6:35 a 22:45                 | 20´/30´/ 30´                 |
| - La frecuencia y el horario se refire a: Laborables / Sábados / Domingos y festivos |                                     |                              |                              |                              |                              |

## Fiestas
Las fiestas del barrio se celebran en honor a San Luis Gonzaga. Se realizan diversas actividades, desde ambigús y bailes y actuaciones en directo en el aparcamiento junto a la Bola Azul adaptado como recinto ferial, a actos religiosos y una procesión del patrón por calles del barrio.

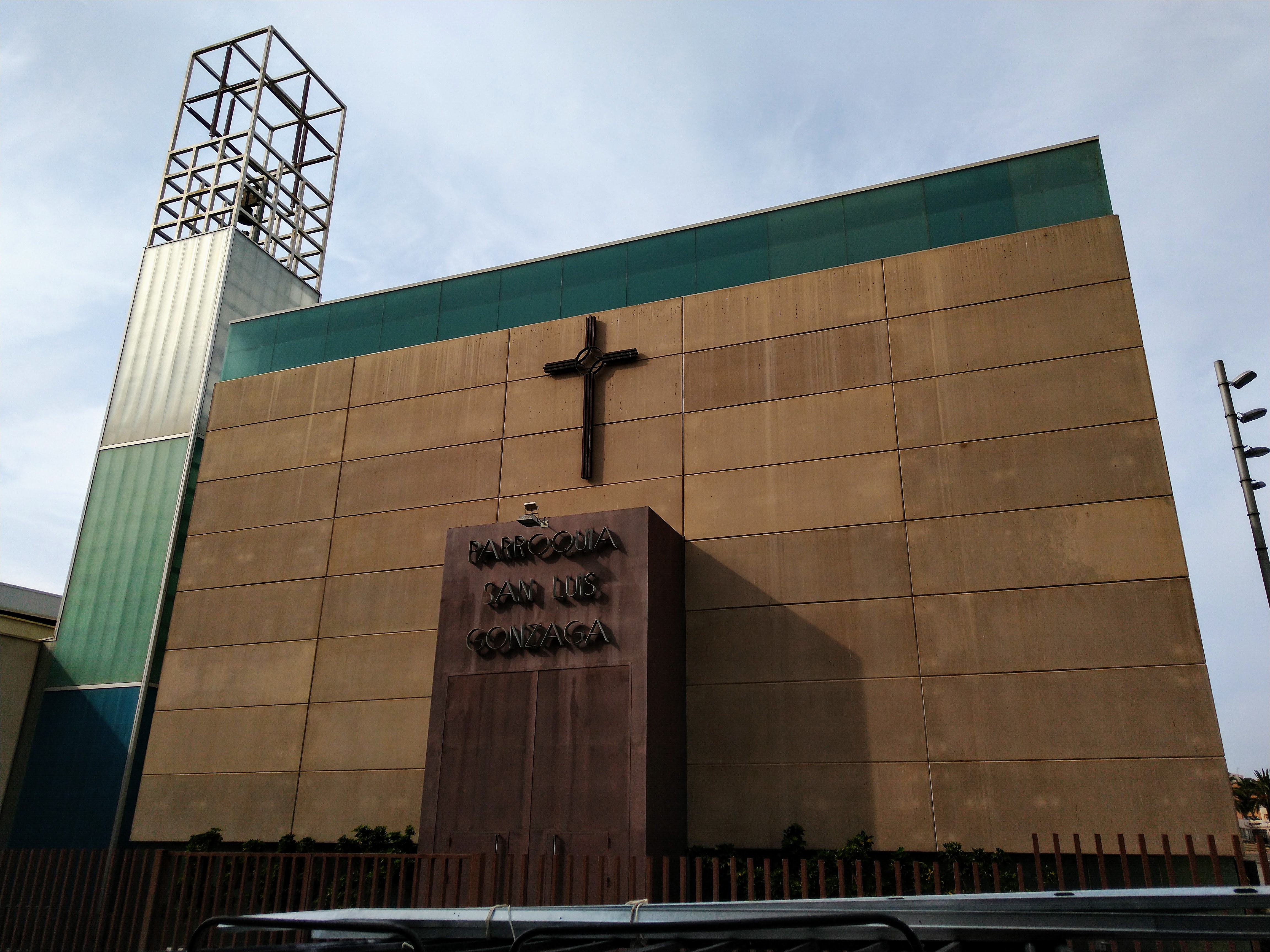
Iglesia de San Luis Gonzaga